# Ernst Mally
Ernst Mally, avstrijski filozof in logik, * 1879, † 8. marec 1944.
Najbolj znan je zaradi razvoja Meinongove teorije predmetov in deontične logike, to je logika, ki se ukvarja s konceptom morati in je obvezno. Bil je prvi filozof, ki je postavil zakone deontične logike. Mnogo filozofov sicer trdi, da je v njegovi teoriji veliko napak in nedoslednosti, a je bil to vseeno velik podvig, katerega pravo vrednost so odkrili šele nedavno. Izkazalo se je namreč, da večina njegovih aksiomov in izrekov drži, nekatere pa je bilo potrebno le malo popraviti. Prav tako je prispeval k razvoju Meinongove teorije predmetov. Alexius Meinong je bil namreč Mallyjev profesor na šoli v Gradcu. Mally ni le razširil Meinongove teorije, temveč jo je nadgradil, postavil nove koncepte.

## Življenje
Ernst Mally se je rodil 11. 10. 1879 v Kranju, ki je bil takrat pod Avstro-Ogrsko monarhijo, danes pa je del Slovenije. Njegov oče je bil Slovenec, zato se je Ernst prvotno pisal Mali (slovenski priimek), a se je kasneje preimenoval v Mally. Bil je namreč velik podpornik Nemcev in Avstrijcev, kar se je kazalo tudi v njegovem kasnejšem političnem udejstvovanju. Prav tako je imel na njegova kasnejša dela velik vpliv nacizem, zavzemal pa se je tudi za pangermanizem. Po smrti njegovega očeta leta 1888 se je z družino preselil v Ljubljano, kjer je leta 1890 začel obiskovati ljubljansko gimnazijo. Že pri teh letih je podpiral germanski nacionalizem in si želel priključitve Avstrije Nemčiji. Leta 1898 je zaključil gimnazijo in se istega leta preselil v Gradec, kjer se je vpisal na fakulteto za filozofijo, študiral pa je še matematiko in fiziko. Sčasoma pa se je začel zanimati za logiko. Doktoriral je leta 1903 z delom Raziskava v teoriji predmetov v merjenju. Njegov mentor je bil Alexius Meinong, s katerim je kasneje še veliko sodeloval.
Zaposlil se je na gimnaziji v Gradcu, a je še vedno sodeloval s fakulteto, predvsem z laboratorijem eksperimentalne psihologije, katerega ustanovitelj je bil Meinong. Pod njegovim mentorstvom je Ernst napisal novo delo, ki pa je vključevalo tudi logiko.
Med prvo svetovno vojno se je priključil avstrijski vojski, kjer je ostal do konca vojne. V času vojne je Mally zbolel za hudo boleznijo, ki mu je povzročala strašne bolečine in vse večjo negibnost.
Po vojni se je zaposlil na univerzi v Gradcu, kjer je leta 1925 nasledil svojega nekdanjega profesorja in mentorja Meinonga. Na univerzi je delal vse do leta 1942, ko se je upokojil. Umrl je dve leti kasneje, 8. 3. 1944.

## Deontična logika
Mally se je začel zanimati za logiko v času študija. Matematika in fizika, ki ju je študiral poleg filozofije, sta mu veliko pomagali pri raziskovanju na področju logike. Uvedel je posebno vejo logike, deontično logiko, s tem pa je uvedel tudi svoje aksiome in definicije nekaterih simbolov.
Uporabljal je nekaj simbolov, ki so bili že prej določeni, na primer: ∃ (obstaja), ∀ (za vsak element), ¬ (negacija), & (in), v (ali), → (če, potem), ↔ (če in samo če), V (resnica), Λ (neresnica), uvedel pa je tudi nekaj svojih simbolov oziroma jim je priredil pomen, na primer !, f, ∞.
Stavek !A ↔ A naj bi pomenil: Če in samo če !A, potem A. V Mallyjevem sistemu to pomeni resničnost in neresničnost hkrati, kar privede do nelogičnosti. To je prvi pokazal Karl Menger, kasneje pa še Morscher in Lockhorst, a je hkrati slednji rekel, da je kljub nekaterim napakam Mallyjeva logika vredna popravkov, ne pa prezira.
Zanimivo je tudi to, da je Mallyjeva logika lahko dodobra razumljiva in resnična šele, če gledamo iz meta-etične smeri, saj le z etiko lahko dobro razložimo, kaj beseda morati pravzaprav pomeni. Za razlago tega je namreč popisal več kot polovico svoje knjige o logiki.
Mally je razlagal naslednje simbole takole:
f: A f B = A → !B A zahteva B
∞: A ∞ B = (A f B) & (B f A) A zahteva B in B zahteva A
∩: ∩ = ⌐U U naj bi pomenil brezpogojna obveznost
∩ pa naj bi bila brezpogojna prepoved
!A je razlagal kot A naj bi bil, A mora biti, vendar pa je v svojih delih napisal veliko teorij o hoteti, želeti, kar naj bi bila druga interpretacija !A. Zanimivo je to, da se Mally nikoli ni prav veliko poglabljal v dokazovanje svojih teorij in izrekov ali v pojasnjevanje svojih aksiomov. Aksiome je le postavil ter jih jemal za samoumevne, pri dokazovanju oziroma pojasnjevanju izrekov pa so njegove razlage ponekod zmedene in nejasne.

### Mallyjevi aksiomi
- I. ((A f B) & (B → C)) → (A f C)
- II. ((A f B) & (A f C)) → (A f (B & C))
- III. (A f B) ↔ !(A → B)
- IV. ∃U !U
- V. ⌐(U f ∩)

Mallyjeva interpretacija aksiomov:
- I. Če A zahteva B in če B potem C, potem A zahteva C.
- II. Če A zahteva B in če A zahteva C, potem A zahteva B in C.
- III. A zahteva B če in samo če je res, da če A, potem B.
- IV. Brezpogojno obvezno je obvezno.
- V. Brezpogojno obvezno ne zahteva svoje negacije.

Zanimiv je IV. aksiom, ki je pravzaprav nepotreben, saj pove nekaj, kar je resnično že po definiciji, prav tako ima simbol U različne pomene v izrekih, zato so kasneje IV. aksiom zamenjali z aksiomom: !U.

### Izreki
Iz teh aksiomov je Mally izpeljal 35 izrekov. Nad nekaterimi izreki je bil Mally celo presenečen, saj takšnih zvez ni pričakoval. Vendar se je pokazalo, da so številne interpretacije njegovih izrekov napačne in so bolj interpretacije posledic, do katerih pripeljejo ti izreki.
Primer tega je drugi izrek, ki pravi: (A f Λ) ↔ ∀M (A f M), pri čemer M predstavlja neko spremenljivko. Mallyjeva interpretacija tega izreka je: "Če A zahteva B in B ni resničen, potem A zahteva vsako stanje" (Mally 1926, str. 21), česar pa drugi izrek nikakor ne pravi in z njim nima nikakršne povezave. Mallyjeva interpretacija tega izreka bi prej ustrezala izreku (A f B) → (⌐B → (A f C))
Naslednji primer je aksiom številka 7: !P → !V, pri čemer je P neka trditev, V pa pomeni Verum – resnico. Mally izrek interpretira kot: "Če je nekaj zahtevano, potem je vse zahtevano." (Mally 1926, str. 28) Vendar se spet interpretacija izreka in sam izrek ne ujemata popolnoma.
Takih primerov razhajanja Mallyjeve interpretacije in dejanskega pomena izreka je še nekaj, kar so drugi logiki dokaj kmalu ugotovili. "Mallyjevi sklepi so pogosto tako zanimivo neumni in irelevantni (kljub njegovemu podrobnemu simboličnemu aparatu), da je potrebno navesti le enega ali dva, da pokažeš, kako daleč se je njegova razprava oddaljila od prvotne naloge." (Laird 1926, p. 395) V Mallyjevo delo se je najbolj poglobil Menger, ki je popravil napake in izboljšal pomanjkljivosti. Kasnejši logiki so se prav zato ravnali po Mengerjevi logiki. Ne smemo pa izgubiti izpred oči dejstva, da je bil Mally prvi, ki se je ukvarjal z deontično logiko.

## Dela
- 1904: Untersuchungen zur Gegenstandstheorie des Messens v delu Untersuchungen zur Gegenstandstheorie und Psychologie
- 1912: Gegenstandstheorethische Grundlagen der Logik und Logistik, kar je bilo dopolnilo k Zeitschrift für Philosophie und philosophische Kritik
- 1923: Studien zur Theorie der Möglichkeit und Ähnlichkeit. Allgemeine Theorie der Verwandschaft gegenständlicher Bestimmungen, v delu Sitzungsberichte der Akademie der Wissenschaften in Wien. Philosophisch - historische Klasse
- 1926: Grundgesetze des Sollens. Elemente der Logik des Willens, Graz: Leuschner in Lubensky, ponatisnjeno v Mallyjevem delu Logische Schriften
- 1934: Briefe Ernst Mally an Hans Pichler vem 5. Jänner 1934 und vom 6. Jänner 1934
- 1934: Wesen und Dasein des Volkes, Volgsspiegel
- 1935: Erlebnis und Wirklichkeit. Einleitung zur Philosophie der Natürlichen Weltauffassung 1938: Anfangsgründe der Philosophie. Leitfaden für den philosophischen Einführungsunterricht an höheren Schulen, Wien - Leipzig: Hölder - Pichler - Tempsky
- 1940: Zur Frage der "objektiven Wahrheit", Wissenschaftliches Jahrsbuch der Universität Graz
- 1971: Grosses Logikfrfagment, v delu Wolf & Weingartner